# VII Legislatura de Guatemala
La VII Legislatura del Congreso de la República de Guatemala está conformada por los diputados electos tras las Elecciones generales de 2011. 
Inició sus funciones el día 14 de enero de 2012 para concluir el 14 de enero de 2016. 

## Elecciones generales de 2011
Las elecciones generales de 2011 se llevaron a cabo el 11 de septiembre, según lo estipulado por el Tribunal Supremo Electoral. 
El derechista Partido Patriota (PP) se convirtió en la primera fuerza del Congreso, habiendo ganado un total de 56 escaños. La coalición oficialista de los partidos Unidad Nacional de la Esperanza y Gran Alianza Nacional (UNE-GANA) obtuvo el segundo lugar, con 39 diputados electos. 
La mayoría de bloques legislativos con presencia en la anterior legislatura redujo su número considerablemente. La bancada independiente Libertad Democrática Renovada (LIDER), convertida en un partido político legal, participó por primera vez en un proceso electoral, reeligiendo a varios de sus diputados aunque reduciendo el tamaño de su bancada de 27 a 14 diputados, La Unidad Nacional de la Esperanza (UNE) en individual solo obtuvo 9 escaños. El Frente Republicano Guatemalteco (FRG), el Partido Unionista (PU) y el Partido de Avanzada Nacional (PAN) pasaron de tener bancadas de tamaño medio a estar representadas por un diputado cada uno. Entre los partidos con primeriza presencia legislativa se encuentran Compromiso, Renovación y Orden (CREO), con 12 diputados; la alianza  Visión con Valores (VIVA) y Encuentro por Guatemala, con 6 diputados; el Frente Amplio (WINAQ - URNG - ANN) y Victoria, con un único diputado cada uno. 
No obstante, algunos partidos incrementaron sus escaños parlamentarios. Encuentro por Guatemala (EG) aumentó su representación de 1 a 3 legisladores, la Unión del Cambio Nacional (UCN) pasó de 5 a 14 legisladores. La Unidad Revolucionaria Nacional Guatemalteca (URNG-MAIZ) se mantuvo con 1 escaño.
La VII Legislatura se convirtió en la más heterogénea de la época democrática, con catorce organizaciones representadas en el hemiciclo. Además, resalta el aumento de participación de coaliciones multipartidarias respecto a procesos electorales anterior, con un total de 3: UNE-GANA, VIVA-EG y el Frente Amplio de Izquierda (WINAQ-URNG-ANN).
Los partidos Centro de Acción Social (CASA) y Unión Democrática (UD) perdieron su representación en el Congreso al no haber obtenido ninguna curul.

## Investigaciones de la CICIG a diputados en 2015

### Caso de Gudy Rivera
En 2014, el Tribunal Supremo Electoral de Guatemala, suspendió al Partido Patriota y canceló a la entonces vicepresidente Roxana Baldetti como secretaria general del partido por haber efectuado una concentración para presentar a Alejandro Sinibaldi como precandidato, sin tener autorización legal para hacerlo. El PP presentó al menos dos amparos en los tribunales, para revertir la decisión; un día antes de la elección de magistrados de Apelaciones, la Sala Quinta de Apelaciones amparó a Baldetti, con el voto razonado de la magistrada Claudia Escobar, y dejó en suspenso la sanción del TSE. Escobar fue elegida como magistrada, pero renunció una semana después de su elección, denunciado a Gudy Rivera ante la Comisión Internacional Contra la Impunidad en Guatemala por medio de una conversación que ella habría grabado y en la cual Rivera ejercería presión para que favoreciera al Partido Patriota y a la entonces vicepresidente Roxana Baldetti.
El diputado Rivera reconoció que se reunió con la jueza Escobar, y que se logró por medio del abogado Eduardo González Portillo, pero indicó que no fue con la única juez con la que se reunió. Es más, Rivera indicó que él era víctima de un plan de los diputados Orlando Blanco, de la Unidad Nacional de la Esperanza, y Roberto Alejos, de Todos, y que la grabación se había hecho de forma ilegal.
El 14 de noviembre de 2014, la Corte Suprema de Justicia de Guatemala resolvió rechazar la solicitud de antejuicio contra Rivera porque la denuncia era «imprecisa y obscura», pero en marzo de 2015 tanto la CICIG como el Ministerio Público indicaron que había indicios suficientes para que un juez pesquisidor determinara si procedía retirarle la inmunidad a Rivera y apelaron el fallo de la CSJ ante la Corte de Constitucionalidad. La CC amparó a la CICIG y ordenó que continuara el proceso contra Rivera, pues la CSJ no había fundamentado su fallo.
Previendo que proceda el antejuicio contra Gudy Rivera y este tuviera que retirarse del Congreso, el Partido Patriota modificó su listado de diputados poco antes de antes de inscribirlos en el TSE para las elecciones del 6 de septiembre de 2015; en el nuevo listado, el lugar de Rivera sería ocupado por Stella Alonzo Bolaños, pareja sentimental de Otto Pérez Leal, hijo del expresidente Otto Pérez Molina y alcalde no reelecto de Mixco, quien fue elegida para la VIII Legislatura.
El 10 de marzo de 2016, Rivera fue aprehendido y ligado a proceso por este caso; tras la audiencia de primera declaración fue enviado a prisión preventiva a la cárcel civil del cuartel «Mariscal Zavala».

### Caso de Baudilio Hichos
El 16 de junio de 2015, el titular de la Comisión Internacional contra la Impunidad en Guatemala (CICIG), Iván Velásquez, reconoció que había investigaciones contra miembros del Congreso y dejó abierta la posibilidad para que se presenten solicitudes de antejuicio. Velásquez indicó que había investigaciones que oportunamente estarían presentando a través de la instauración de los antejuicios correspondientes.
Las declaraciones de Velásquez se dieron en la antesala de la presentación de un informe, previsto para este mes, con el que la CICIG revelaría anomalías e ilegalidades en el financiamiento de los partidos políticos.
El 17 de junio de 2015 la fiscal general Thelma Aldana y el comisionado de la CICIG Iván Velásquez ofrecieron detalles de los resultados de la investigación en torno a la adjudicación anómala del arrendamiento, por dos años y tres meses -vía cotización-, de tres niveles del edificio Plaza Minerva donde opera el Seguro Social en la ciudad de Chiquimula. Por el mismo caso la Policía, el Ministerio Público y la CICIG capturaron en allanamientos domiciliares a Jorge Mario López Pellecer -director del IGSS en Chiquimula-, Francisco Cortez Bocaletti –Jefe de Servicios Contratados-, Alma Méndez Blanco, Lester Ortiz y Salvador Rolando Álvarez Mérida. De manera paralela, ambas instituciones presentaron una solicitud de antejuicio contra el legislador Hichos López por los delitos de fraude y asociación ilícita.
La CICIG y el MP comprobaron en el portal de Guatecompras el proceso seguido para el arrendamiento del inmueble, registrado a nombre de Comercial y Constructora Siboney, S. A., firma de la que el congresista sería presidente de su Junta Directiva, lo que facilitó la forma de firmar el contrato por más de Q2 millones; se subrayó que todos los señalados incurrieron en delitos porque, antes de publicar la invitación a ofertar, llevaron a cabo la remodelación del inmueble, se violó la Ley de Compras y Contrataciones, hubo bloqueo a la posible participación de más empresas en la licitación y que las engañaron con datos falsos. De ahí el cargo de asociación ilícita, que, además, permitió que Hichos López recuperara lo invertido en los trabajos físicos efectuados en el Plaza Minerva. Los dos funcionarios indicaron que también los imputados ejecutaron ciertas operaciones en Guatecompras para aparentar legalidad en el contrato.
Hichos estaba a cargo de la comisión pesquisidora del antejuicio en contra del presidente Otto Pérez Molina. La acción contra el legislador es por los delitos de asociación ilícita, fraude y tráfico de influencias por las aparentes anomalías cometidas en un concurso de licitación de arrendamiento de un edificio en una dependencia del Instituto Guatemalteco de Seguridad Social (IGSS) en Chiquimula. Nineth Montenegro, diputada, pidió a la Comisión Permanente del Congreso un nuevo sorteo para dirigir pesquisidora contra el presidente Pérez Molina por los señalamientos contra Hichos. Tras conocer la acusación contra su diputado Baudilio Hichos, el partido LIDER lo separa de la agrupación política hasta que resuelva su situación; por otra parte, LIDER expulsa al alcalde de Chinautla, Arnoldo Medrano, por varias acusaciones de corrupción en su contra.
El 8 de julio, la corte Suprema de Justicia dio trámite al antejuicio contra el diputado Hichos; el presidente de la Cámara de Amparo y Antejuicio confirmó el trámite contra el diputado e indicó que el vocal primero de la sala Primera de la Corte de Apelaciones del Ramo Penal fue designado como juez pesquisidor.

### Caso de cuatro diputados de LIDER
Que se le retire la inmunidad a cuatro diputados de la bancada Libertad Democrática Renovada (Lider) y un alcalde para que puedan ser investigados abiertamente, fue la petición que presentó el 6 de julio de 2015 el Ministerio Público (MP) y la Comisión Internacional Contra la Impunidad en Guatemala (CICIG) ante la Corte Suprema de Justicia. 
El primero de los legisladores es Mario Rivera Cabrera, quien en una ocasión anterior ya había sido señalado de haberse apropiado de dinero perteneciente al Fondo de Conservación Vial de El Quiché, sin embargo, en esa oportunidad la Corte Suprema de Justicia no aceptó darle trámite a esa solicitud. No obstante, el MP presentó un amparo ante la Corte de Constitucionalidad (CC), que les fue otorgado la semana pasada, razón por la que la CSJ deberá recibir el expediente nuevamente y evaluar las pruebas presentadas; en la nueva solicitud el 6 de julio se le vincula con los delitos de lavado de dinero y otros activos, así como de enriquecimiento ilícito. Los hechos presentados por el MP y la CICIG dan cuenta que él como diputado gana aproximadamente Q29 mil mensuales, el cual se incrementó a Q45 mil cuando ocupó el cargo de segundo secretario en 1996 y el de tercer secretario del congreso en 2008; además, los investigadores determinaron que a su nombre no se encuentra ni una sola empresa o negocio que pudieran reportarle ingresos adicionales a los que percibe como congresista. Sin embargo, se evidenció que Rivera Cabrera es propietario de por lo menos cinco viviendas en varios puntos del país, valorada en varios millones de dólares y es propietario de por lo menos cinco vehículos entre marcas como Range Rover, Land Cruiser, Lincoln Navigator, entre otros. Por último, los investigadores indicaron que en una de las cuentas de Rivera Cabrera existe el monto de nueve millones de quetzales. 
El 25 de septiembre de 2015 la Corte Suprema de Justicia retiró la inmunidad a Rivera Cabrera, quien había sido reelecto el 6 de septiembre para una curul en el Congreso.
En el caso de los diputados Luis Adolfo Chávez y Mirza Arreaga, la solicitud de antejuicio es por una denuncia que el jefe del Ministerio de Desarrollo Social, Edgar Leonel Rodríguez, hizo en junio de 2015, por supuestas negociaciones que los legisladores quisieron hacer con él para lograr adjudicar varios contratos a empresas relacionadas con ellos. De ser retirada la inmunidad, Chávez y Arreaga enfrentarían una investigación por tráfico de influencias y abuso de autoridad.
Por último, el diputado Mario Yanes Guerra fue denunciado por el ministro de Desarrollo Social debido a que aparentemente el diputado solicitó varias plazas de trabajo en el renglón 029 para personas cercanas a él. Por su parte, el titular del Ministerio de Desarrollo tiene una solicitud de antejuicio por la compra de maquinaria por Q100 millones para el Fondo de Desarrollo Social y la Pesquisidora del caso ha pedido en su informe que se retire la inmunidad del Ministro.
El 7 de julio los diputados Chávez y Arrega arremetieron en contra de la CICIG, acusándola de realizar un teatro político y que no eran sus voces las que se escuchaban en las conversaciones grabadas; sin embargo, el partido los separó de la entidad para que aclaren su situación judicial. El secretario del partido indicó que esta medida aplica también para aquellos diputados que en el futuro estén involucrados en la misma situación: solicitud de antejuicio por corrupción. Ahora bien, aunque se solicitó la separación de los congresistas, éstos continúan siendo parte de la bancada del partido LIDER y, además, mientras no se presente la carta de expulsión ante el Registro de Ciudadanos del Tribunal Supremo Electoral (TSE), estos siguen participando en la busca de la reelección con LIDER.
Las transcripciones de las conversaciones telefónicas que sostuvieron los diputados evidencian posibles pactos políticos entre diputados de bancadas supuestamente rivales.
El 29 de julio de 2015, la Corte Suprema de Justicia le dio trámite a los antejuicios de estos diputados; la resolución fue dictada por unanimidad según informó en conferencia de prensa Josué Felipe Baquiax, presidente de la CSJ. Manuel Barquín y Jaime Martínez deberán enfrentar las pesquisas de los jueces designados por la CSJ, debido a su posible vinculación con una red de lavado de dinero dirigida por Francisco Morales Guerra, mientras que Mirza Arreaga, Luis Adolfo Chávez y Mario Yanes Guerra lo tendrán que hacer por estar señalados de negociar contratos para empresas afines a ellos, así como por intentar beneficiarse con plazas fantasma en el Ministerio de Desarrollo Social.
El 3 de noviembre de 2015 se publicó un listado del Tribunal Supremo Electoral en el que aparecen los posibles sustitutos de los dipurados reelectos, en caso estos fueran separados por los procesos judiciales que se les siguen; los sustitutos son:
- Mirza Arreaga: su hijo, Johnatan Abel Cardona Arrega[2]
- Luis Adolfo Chávez Pérez: Karla Andrea Martínez Hernández, hija de la diputada Sofía Hernández, también de LIDER[2]

### Caso de Pedro Muadi y plazas fantasma
El 25 de junio de 2015, la Fiscalía Especial contra la Impunidad (FECI) del Ministerio Público y la Comisión Internacional contra la Impunidad en Guatemala presentaron una solicitud de antejuicio contra el diputado Pedro Muadi, expresidente del Congreso y de la Cámara de Industria de Guatemala, por su supuesta responsabilidad en la contratación anómala de trabajadores del Organismo Legislativo para obtener beneficios económicos con Q630 mil de fondos públicos. Hasta quince agentes de su seguridad privada tenían plazas fantasma en el Congreso por las que percibían ocho mil quetzales mensuales, de los que le correspondían seis mil al diputado Muadi.
El partido CREO —al que pertenecía Muadi luego de salir del Partido Patriota apenas unos meses antes— notificó que el diputado fue expulsado de la agrupación política por su involucramiento en el caso de plazas fantasma.
Los procesados por el caso prestaron declaración el 2 de julio, y también implicaron al diputado Fidel Reyes Lee, quien se había pasado del LIDER a la UNE en diciembre de 2014; de acuerdo a una de las acusadas, los tr<mites se habrían hecho con el diputado Reyes Lee.
El 28 de octubre, Muadi renunció a su curul en el Congreso luego de que la Corte Suprema de Justicia de Guatemala le retirara el derecho a antejuicio; en su lugar asumió la ex asistente de Roxana Baldetti, Daniela Beltranena Campbell, quien renunció apenas 24 horas después; al día siguiente, Muadi se presentó al juzgado pues se había emitido orden de captura en su contra y tras su audiencia de primera declaración fue enviado a prisión a la cárcel del cuartel Mariscal Zavala.
El 25 de enero de 2016, la socia de Muadi confesó que sí había habido una trama de plazas fantasma en el Congreso; Claudia María Bolaños compareció al Tribunal Séptimo Penal junto a José Blanco Aguilar, exjefe de seguridad de Muadi, y reconoció haber cooperado con el exdiputado para desviar fondos del Congreso a través de plazas fantasma y haber recibido cuarenta mil [Quetzal (moneda)|quetzales] mensuales como salario, pese a no presentarse a trabajar; explicó que Muadi le ofreció una plaza en el Congreso como asistente de Recursos Humanos, de febrero del 2013 a junio del 2014, con un salario mensual de Q20 mil mensuales, aunque nunca llegó a las oficinas del Legislativo; Posteriormente, tuvo otro contrato como asistente ejecutiva con el mismo salario y tampoco ejerció, pese a que cobraba el sueldo nuevo y el anterior. El Ministerio Público (MP) señaló a Bolaños como la persona que firmaba los cheques para extraer el dinero del Congreso y hacía los movimientos en el sistema bancario para depositar el dinero en cuentas de Muadi. Bolaños indicó que trabajó con Muadi en la empresa «Productos, Servicios y Equipos» desde 2003, cuando ingresó en el puesto de ventas.

### Caso «Lavado y Política» de Financiamiento electoral ilícito
Edgar Barquín, candidato vicepresidencial de LIDER y expresidente del Banco de Guatemala y la Junta Monetaria durante el gobierno de la Unidad Nacional de la Esperanza -de la que fue parte del comando de campaña en 2007 y del equipo de gobierno de Álvaro Colom, su hermano Manuel y el también diputado de GANA Jaime Martínez Lohayza, fueron acusados el 15 de julio de 2015 por la CICIG y el MP de integrar una organización criminal de lavado de dinero y otros activos que en los últimos siete u ocho años habría filtrado no menos de novecientos treinta y siete millones de quetzales y financiado partidos políticos.< El comisionado Iván Velásquez Gómez señaló que toda la investigación, iniciada desde el segundo semestre del año pasado, está absolutamente documentada –incluso con escuchas telefónicas- que implicarían a los Barquín con uno de los principales involucrados en la banda, Francisco «Chico dólar» Morales Guerra, de Jutiapa. Ese mismo día se produjeron allanamientos domiciliares –que dieron por resultado 11 capturas- principalmente en Jutiapa, desde donde la organización criminal, dijo Velásquez, manejaba el entramado en especial disfrazado vía «remesas familiares».
De acuerdo a la CICIG y el MP, los miembros de la organización recolectarían el dinero ilícito mediante la recepción de grandes sumas en efectivo de dólares de manos de personas particulares, y luego habrían procedido a colocar en el sistema financiero el dinero -tanto en dólares como en quetzales- garantizando con ello el desvío hacia el mercado financiero sólido y luego remitirlo hacia diferentes países para garantizar la pérdida de trazabilidad. De acuerdo con los entes investigadores, para garantizar su permanencia y solidez la organización habría estado protegida por círculos de poder en Guatemala. La red habría contado con el apoyo de una gerente de un banco quien les asesora y alerta sobre controles gubernamentales; la estructura contaría con once personas allegadas y con alrededor de doscientas empresas, la mayoría de cartón, entre las que están:
- Agropecuaria El Campesino
- Mauritania
- Inversiones Ágata
- Angel Toys Corporation
- Bajo Cero
- Trasmundi
- APSA Express S.A.
- Transportes Comerciales Agroindustriales[22]

La CICIG logró documentar alrededor de seiscientas ochenta y seis transferencias al exterior, y que las mismas ascienden a más de treinta y tres millones de dólares (aproximadamente doscientos cincuenta y seis millones de quetzales).
Las autoridades investigativas solicitaron que se retire el antejuicio a Edgar Barquín, y los diputados de LIDER Manuel Barquín y Jaime Martínez Lohayza, por considerar que se vieron beneficiados con dinero que habría provenido de Francisco Edgar Morales Guerra, alias «Chico dólar», quien fue capturado ese día en Jutiapa como supuesto líder de la estructura dedicada al lavado de dinero.
Por su parte, el diputado Manuel Barquín, uno de los señalados, en una improvisada conferencia de prensa en el Congreso indicó que era mucha casualidad que «los fusiles estuvieran dirigidos hacia el proyecto político que en seis semanas gana las elecciones». Además agregó que iban a esperar el debido proceso y que «como le temblaba la voz al señor Comisionado, le gustaría encontrárselo para platicar con él».

#### La investigación y proceso judicial
El 20 de julio de 2015, el comisionado Iván Velásquez explicó en una radio local cómo fue la investigación en la que terminó implicado el candidato vicepresidencial de LIDER, Edgar Barquín. La CICIG recibió información de denuncias que se habían hecho de parte de la Superintendencia de Bancos sobre lavado de dinero que nunca fueron investigadas adecuadamente por el Ministerio Público y decidió profundizar en ellas. Había una serie de escuchas telefónicas que se habían hecho a Francisco Morales que movía enormes cantidades de dólares, tanto que ya era conocido con el mote de «Chico Dólar» y los investigadores empezaron a escudriñar entre esas pruebas que se habían quedado abandonadas. Investigando a Morales, encontraron que entre sus contactos había personajes de la política nacional y entre ellos estaba el entonces Presidente del Banco de Guatemala.
Las escuchas telefónicas realizadas a Francisco Morales tuvieron fundamento en los artículos 48, 49, 50 y 51 de la Ley Contra la Delincuencia Organizada y fueron autorizadas judicialmente. No se estaban interviniendo las conversaciones de los diputados ni del Presidente del Banco de Guatemala, sino que ellos fueron los que se metieron en el campo de acción de la CICIG cuando contactaron e hicieron acuerdos con Morales.
El 22 de julio de 2015 se reportó que el 23 de enero de 2013, el entonces presidente del Banco de Guatemala, Edgar Barquín, se reunió con Morales Guerra según las escuchas telefónicas reveladas en la audiencia judicial que se sigue en este caso. Según se deduce de las escuchsas, cinco días antes Manuel Barquín se comunicó con Chico Dólar para indicarle que la cita sería ese miércoles a las 12:30 horas y le dijo «que te acompañe la jefa —esposa de Morales Guerra— para que esté tranquila». En otra llamada, Barquín habría dicho que Jaime Martínez le había contado «que su señora está tristona». Además, el 22 de ese mes, en una conversación con su hija, Morales Guerrale detalló más sobre esa cita, indicándole que debía asistir «con pantalón de tela y no de lona» y que tenía que ir . Morales Guerra le explicó que iría ese miércoles al «Banco de Guatemala, con Edgar Barquín, presidente del banco». De acuerdo con las investigaciones, la reunión fue pactada para que Edgar Barquín librara a Morales Guerra de investigaciones iniciadas por el MP, debido a unas transacciones bancarias y anómalas de 2009. Morales tuvo conocimiento de una de esas peticiones, de carácter confidencial, gracias a Silvia Guevara Prado, gerente de una entidad bancaria y sindicada de participar en la red de lavado de dinero; en una llamada interceptada Guevara Prado le dijo a Morales que la IVE le había dicho «agradecería mucho su discreción al presente caso, debido a que como es de su conocimiento, toda información que se proporciona a la IVE es de carácter confidencial, por lo que rogaría no informar al cliente que se está solicitando».
Según el MP y la CICIG, la presunta estructura delincuencial de Chico Dólar lavó dinero obtenido por organizaciones dedicadas al narcotráfico.
El 24 de julio, durante la audiencia que se sigue a los detenidos, se presentó como evidencia una conversación interceptada por el Ministerio Público (MP) entre el diputado Jaime Martínez y Servia -la esposa de Francisco Morales Guerra- el parlamentario se refiere al temor que Edgar Barquín sentía por colaborar con la red de lavado. Según los investigadores, en la plática, Martínez le agradece a la esposa de Morales el apoyo que le han brindado al partido y también le pide que le recomiende a su esposo que no cuente cosas que podrían comprometerlos más adelante. En otra de las escuchas que el MP presentó ante Miguel Ángel Gálvez, titular del Juzgado B de Mayor Riesgo, se evidencia que las influencias de Morales le favorecieron en el pago de tributos: Mynor Morales Monterroso, auditor de la Superintendencia de Administración Tributaria disminuyó los tributos que debían pagar las tres empresas a nombre de Morales tanto en el Impuesto al Valor Agregado (IVA) como en el Impuesto Sobre la Renta (ISR); según las pesquisas, Morales habría pagado US$10 mil para que su deuda tributaria bajara a entre Q50 mil y Q60 mil.
El 28 de julio, en un confuso incidente que ocurrió minutos después de que Francisco Morales fuera trasladado desde la carceleta de la Torre de Tribunales al 14.° nivel de ese edificio, uno de los diecisiete pandilleros que era trasladado a un juzgado de Mayor Riesgo realizó varios disparos en el área de la carceleta. En el lugar quedaron heridos de bala cinco integrantes de la banda conocida como Mara Salvatrucha. Esa misma tarde fueron a ligados a proceso y enviados a prisión preventiva todos los sospechosos del caso, exceptuando Lesvia Martínez y Mynor Morales, quienes fueron beneficiados con una medida sustitutiva y arresto domiciliario.
El 30 de julio de 2015 por la noche, el comisionado de la CICIG se presentó en CNN en español, pocos días después de que lo hiciera el candidato presidencial de LIDER Manuel Baldizón; en la entrevista dejó claro que su posición es la de combatir la corrupción en Guatemala y no la de interferir con la democracia del país, como lo sugirió Baldizón en su entrevista. Esa noche, se supo que en varios departamentos de la república se quitó la señal de CNN en español en varias cadenas de cable, incluidas las de Petén, donde Baldizón es propierario de las mismas.
El 3 de agosto de 2015, la Corte Suprema de Justicia da trámite a los antejuicios contra los hermanos Edgar y Manuel Barquín, acusados de ayudar a Francisco Morales a lavar dinero ilícito. El magistrado Rafael Rojas, presidente de la Cámara y Antejuicios de la CSJ, confirmó que se designó como juez pesquisidor a Freedyn Waldemar Fernández Ortíz, Presidente de la Sala Primera de lo Penal, para conocer los antejuicios contra los hermanos Barquín y contra el diputado Martínez Lohayza.
El 11 de agosto, la fiscal general, Thelma Aldana, informó que la Unidad Fiscal de Extinción de Dominio investiga los bienes de Edgar Barquín desde 2014. La fiscal indicó que Barquín interpuso un amparo en su contra, tras enterarse de las mencionadas pesquisas a través de su abogado, Víctor Alfredo Pérez Torres, quien a su vez obtuvo la información por parte del jefe de la Fiscalía de lavado de Dinero, Rubén Herrera. Ese mismo día se informó que investigaciones del Ministerio Público y de la Comisión Internacional contra la Impunidad en Guatemala permitieron la captura del fiscal José Isabel Maldonado Castillo porque en 2011, cuando fungía como agente de la fiscalía de Lavado de Dinero, habría desestimado una denuncia presentada por la Intendencia de Verificación Especial (IVE) contra Francisco Morales Guerra.
Tras perder la elección el 6 de septiembre, Barquín tuvo que someterse a los tribunales y quedó con arresto domiciliario.

### Tráfico de influencias en Huehuetenango
El 4 de febrero de 2015, tras conocer un audio en el que la diputada Partido Patriota Emilennee Aquino Mazariegos conversaba con el dirigente del sindicato de Salud Luis Lara sobre un supuesto soborno a un periodista, el fiscal a cargo del caso, Alexánder Villeda, explicó que determinó que no se encuadra en ninguna figura delictiva para accionar de oficio. Sin embargo, tras el descalabro del Partido Patriota debido al Caso de La Línea, el 5 de septiembre de 2015 se informó que la Corte Suprema de Justicia dio lugar al proceso de antejuicio en contra de la diputada del Partido Patriota Emilennee Aquino Mazariegos, por los delitos de tráfico de influencias y cohecho activo; la diputada oficialista no pudo participar en las elecciones del 6 de septiembre y entregará su curul el 14 de enero de 2016.
En el listado publicado por el Tribunal Supremo Electoral el 3 de noviembre de 2015, se informó que si Aquino Mazariegos perdía su escaño debido al proceso legal, este sería ocupado por su pareja sentimental, Érick Antonio Siliézar Mena.

### Casos de Plaza Fantasma en el Congreso
El 26 de mayo de 2016 el Ministerio Público, la Policía Nacional Civil, en coordinación con la CICIG, capturaron a tres exdiputados de la VII Legislatura, y presentaron siete solicitudes de antejuicio contra igual número de diputados de la VIII Legislatura por la presunta comisión de delitos a través de la contratación excesiva e innecesaria y la creación de plazas fantasma en el Congreso.
A los tres exdiputados capturados se les imputan los delitos de: abuso de autoridad, peculado por sustracción
- Exdirector General del Congreso, José Luis Mijangos Contreras
- Exdiputado Edgar Romeo Cristiani Calderón
- Exdiputado, Alfredo Augusto Rabbé Tejeda
- Prófugo: exdiputado Carlos Humberto Herrera Quezada: abuso de autoridad y peculado por sustracción.[36]

El Ministerio Público (MP) presentó la solicitud de levantar la inmunidad para que sean investigados los siguientes diputados del Congreso por los delitos de abuso de autoridad y peculado por sustracción: 
- Luis Armando Rabbé Tejeda
- Arístides Crespo Villegas
- Julio César López Villatoro
- Selvin Boanerges García Velásquez
- César Emilio Fajardo Morales
- Manuel Marcelino García Chutá
- Carlos Enrique López Girón[36]

La investigación desarrollada por el MP y la CICIG establece que los miembros de la Junta Directiva del Congreso de la República en el período 2014 y 2015 realizaron un gran número de contrataciones que al menor escrutinio presentan una serie de irregularidades evidentes e ilegales. Esta forma de contratación irregular de personal para los miembros de la Junta Directiva se convirtió en una práctica habitual y aceptada a pesar de su evidente ilegalidad, no solo por el completo irrespeto a las formas del proceso de contratación, sino por la no asistencia a trabajar de las personas contratadas en la sede del Congreso, lugar asignado para la prestación del servicio.

### Captura de Anabella de León por plazas fantasma
En seguimiento a la investigación del caso plazas fantasma en las instituciones del Estado, el 1 de septiembre de 2016 en operativos en conjunto con la Fiscalía Especial contra la Impunidad (FECI), la CICIG y el Ministerio de Gobernación capturaron a veintidós personas, entre ellas la extitular del Registro General de la Propiedad (RGP) y exdiputada del Partido Patriota Anabella De León.
De acuerdo a los entes investigadores, el Registro General de la Propiedad (RGP), al igual que varias instituciones del Estado durante la gestión del Partido Patriota, no escapó de ser utilizado como un botín para quienes estaban al mando; los elementos de la investigación partieron de una serie de denuncias sobre anomalías que sucedían en el RGP, y que según los denunciantes comprometían seriamente la estabilidad financiera de la institución. En la conferencia de prensa ofrecida ese día, la CICIG y el MP indicaron que hubo los siguientes hallazgos en la primera fase de la investigación:
- Desde la dirección del RGP, a cargo de la señora Anabella De León, se autorizaron varias plazas fantasma y pagos anómalos que significaron un perjuicio a las finanzas de la institución.
- Se documentaron al menos dieciséis plazas fantasmas que significaron un desembolso de Q3 millones por parte del RGP, sin que estas personas prestaran algún servicio a la institución.
- Durante la investigación se hallaron indicios que señalan pagos anómalos por servicios de banquetes durante actividades del RGP, que no fueron realizados por la institución, lo cual significó un desembolso de al menos ciento cincuenta mil quetzales.

- Plazas fantasma detectadas (período 2014-2015): dieciséis plazas, bajo el renglón 29.
  - Las personas fueron contratadas para diferentes agencias del RGP en la capital como en los departamentos de Guatemala.
  - Presentaban los informes de labores y las facturas para operar el pago a la directora de Recursos Humanos, Samantha Mejía y/o Gabriela Caridi, por orden de Anabella De León pero no a sus jefes inmediatos, lo cual constituye una irregularidad.
  - No asistían físicamente a las sedes para prestar los servicios en donde estaban asignados de acuerdo al contrato. Se comprobó que muchos de ellos no eran conocidos por su supuesto jefe inmediato.
  - AI menos siete personas laboraban para otra institución.
  - Monto total de lo defraudado: tres millones de quetzales.[37]

- Pago por servicios que no se realizaron: desayuno para 564 personas
  - Se contrataron los servicios del restaurante «Fulanos y Menganos» para que brindara un desayuno. Por estos servicios se pagaron Q90 mil a la representante legal, Joam María Ponce Sánchez.
  - Para el montaje (sillas, fundas y vajillas) se contrató a la empresa «El Rincón del Chef», aunque la contratación con «Fulanos y Menganos» ya incluía el montaje para el desayuno, por lo que se paga dos veces el mismo servicio. Se pagó Q51,978.60 a la representante de la empresa, Esperanza Josefina Castellanos Solís.
  - Total monto pagado: Q.141,978.60[37]

## Diputados al Congreso de Guatemala

### Diputados por distrito
| Distrito         | Diputado                                                                     | Partido postulante                                                    | Partido en abril de 2015        | Partido en octubre de 2015       | Distrito                             | Diputado                                                          | Partido postulante | Partido en abril de 2015                                         | Partido en octubre de 2015 |
| ---------------- | ---------------------------------------------------------------------------- | --------------------------------------------------------------------- | ------------------------------- | -------------------------------- | ------------------------------------ | ----------------------------------------------------------------- | ------------------ | ---------------------------------------------------------------- | -------------------------- |
| Alta Verapaz     | Felipe Jesús Cal Lem                                                         |                                                                       |                                 |                                  | Izabal                               | Mynor Enrique Cappa Rosales                                       | PP                 |                                                                  |                            |
| Alta Verapaz     | Eduardo Genis Quej Chen                                                      | Marvin Estuardo Díaz Sagastume Suple a Milvia Nineth Sarmiento Alfaro | PP                              | PP                               | Izabal                               |                                                                   | PP                 |                                                                  |                            |
| Alta Verapaz     | Guillermo Alejandro Sierra Sierra Suple a Ronald Ramiro Sierra Flores        | Byron Juventino Chacón Ardón                                          | UNE GANA                        | LIDER                            | LIDER                                |                                                                   |                    |                                                                  |                            |
| Alta Verapaz     | Óscar Rolando Corleto Rivera                                                 | UNE GANA                                                              | LIDER                           | LIDER                            | Jalapa                               | Ricardo Arturo Sandoval Sandoval                                  | PP                 | PP                                                               | Independiente              |
| Alta Verapaz     | Elsa Leonora Cú Isem                                                         | UNE GANA                                                              | LIDER                           | Independiente                    | Jalapa                               | William Rubén Recinos Sandoval                                    | UNE GANA           | PP                                                               | PP                         |
| Alta Verapaz     | Juan Ramón Ponce Guay                                                        | UNE GANA                                                              |                                 |                                  | Jalapa                               | Amildo de Jesús Morales Rodríguez                                 |                    | PP                                                               | PP                         |
| Alta Verapaz     | Fidencio Lima Pop                                                            |                                                                       | LIDER                           | Independiente                    | Jutiapa                              | Jaime Martínez Lohayza                                            | UNE GANA           |                                                                  |                            |
| Alta Verapaz     | Marvin Orellana López                                                        |                                                                       | LIDER                           | Carlos Martínez Castellanos      | Jutiapa                              |                                                                   | UNE GANA           |                                                                  |                            |
| Alta Verapaz     | Leslie Buezo Suple a Valentín Leal Caal                                      | LIDER                                                                 | Independiente                   | Independiente                    | Jutiapa                              | Aníbal Salguero y Salguero                                        | PP                 | Independiente                                                    |                            |
| Baja Verapaz     | Edín Leonel Casasola Martínez                                                | PP                                                                    | UNE                             | UNE                              | Jutiapa                              | Carlos Santiago Nájera Sagastume                                  |                    |                                                                  |                            |
| Baja Verapaz     | Mario Santiago Linares García                                                | UNE GANA                                                              | PP                              | PP                               | Petén                                | Carlos Alberto Milian Casanova                                    | LIDER              | LIDER                                                            | LIDER                      |
| Chimaltenango    | Edgar Aníbal Ávila García                                                    | PP                                                                    | PP                              | Independiente                    | Petén                                | Mario Gerardo Yanes Guerra                                        | LIDER              | LIDER                                                            | LIDER                      |
| Chimaltenango    | José Alfredo Cojtí Chiroy                                                    | PP                                                                    | PP                              | PP                               | Petén                                | Simón Vinicio Penados Gómez Suple a Aixa Marizol Aguirre Rivera   | PP                 | PP                                                               | PP                         |
| Chimaltenango    | Juan Francisco Cárdenas Argueta                                              | UNE GANA                                                              |                                 | Independiente                    | Petén                                | Julián Tesucún Tesucún                                            | UNE GANA           | LIDER                                                            | LIDER                      |
| Chimaltenango    | Roberto Kestler Velásquez                                                    | UNE GANA                                                              |                                 | Quetzaltenango                   | Beatriz Concepción Canastuj Canastuj | PP                                                                | Independiente      | LIDER                                                            |                            |
| Chimaltenango    | José Alejandro de León Maldonado                                             | LIDER                                                                 | LIDER                           | Quetzaltenango                   | PRO                                  | PP                                                                | Independiente      | Delia Karina Rivera de Paniagua Suple a Francisco Rodrigo Santos | PP                         |
| Chiquimula       | Boris Roberto España Cáceres                                                 | PP                                                                    | PP                              | Quetzaltenango                   | Independiente                        | Nery Orlando Samayoa Barrios                                      | UNE GANA           | LIDER                                                            | LIDER                      |
| Chiquimula       | Gabriel Heredia Castro                                                       | UNE GANA                                                              | UNE                             | UNE                              | César Leonel Soto Arango             |                                                                   |                    |                                                                  |                            |
| Chiquimula       | Baudilio Elinohet Hichos López                                               |                                                                       |                                 |                                  | Álvaro Manuel Trujillo Baldizón      | LIDER                                                             | LIDER              | LIDER                                                            |                            |
| Distrito Central | Juan David Alfredo Alcázar Solís                                             | PP                                                                    | PP                              | PP                               | Julio César Xicay Poz                | LIDER                                                             | LIDER              | LIDER                                                            |                            |
| Distrito Central | Hugo Fernando García Gudiel                                                  | PP                                                                    | PP                              | PP                               | Natan Isaías Rodas Méndez            | CREO                                                              | LIDER              | Independiente                                                    |                            |
| Distrito Central | Juan Pablo Urrea Casasola                                                    | PP                                                                    | PP                              | PP                               | Quiché                               | Dalio Josué Berreondo Zavala                                      | LIDER              | UNE GANA                                                         | LIDER                      |
| Distrito Central | Jean Paul Briere Samayoa                                                     | CREO                                                                  |                                 |                                  | Quiché                               | Reynabel Estrada Roca                                             | PP                 | UNE GANA                                                         |                            |
| Distrito Central | Selvin Boanerges García Velásquez                                            | CREO                                                                  | CREO                            | CREO                             | Quiché                               | Carlos Enrique López Girón                                        |                    |                                                                  |                            |
| Distrito Central | Álvaro González Ricci                                                        | CREO                                                                  | CREO                            | CREO                             | Quiché                               | Mario Israel Rivera Cabrera                                       | LIDER              | LIDER                                                            |                            |
| Distrito Central | Luis Pedro Álvarez Morales                                                   |                                                                       |                                 |                                  | Quiché                               | Carlos Arturo Batres Rivera                                       | PP                 | PP                                                               | PP                         |
| Distrito Central | Manuel Alfredo Villacorta Mirón                                              |                                                                       |                                 | Estuardo Ernesto Galdámez Juárez | Quiché                               | Independiente                                                     | PP                 | PP                                                               |                            |
| Distrito Central | Ronald Estuardo Arango Ordóñez                                               |                                                                       |                                 |                                  | Quiché                               | Marco Antonio Lemus Salguero                                      | PP                 | PP                                                               | PP                         |
| Distrito Central | Alfredo Augusto Rabbé Tejada                                                 |                                                                       | Independiente                   | Independiente                    | Quiché                               | Jimmy Ronald Ren Ixcamparij                                       | PP                 | PP                                                               | Independiente              |
| Distrito Central | José Alejandro Arévalo Albúrez                                               |                                                                       | Independiente                   | Independiente                    | Retalhuleu                           | Jesús Antonio Ralda Sarg                                          | PP                 | PP                                                               | PP                         |
| Distrito Central | Pablo Manuel Duarte Saenz de Tejada (Suple a José Alejandro Arévalo Alburez) |                                                                       |                                 |                                  | Retalhuleu                           |                                                                   |                    |                                                                  |                            |
| Guatemala        | Joaquín Humberto Bracamonte Marquez                                          | PP                                                                    | PP                              | PP                               | Retalhuleu                           | Alicia Dolores Beltrán López                                      | UNE GANA           | LIDER                                                            | LIDER                      |
| Guatemala        | Luis José Fernández Chenal                                                   | PP                                                                    | PP                              | Independiente                    | Retalhuleu                           | Óscar Armando Quintanilla Villegas                                | LIDER              | LIDER                                                            | LIDER                      |
| Guatemala        | Marta Odilia Cuéllar Girón de Martínez                                       | PP                                                                    | PP                              | PP                               | Sacatepéquez                         | Ana Regina del Rosario Guzmán Sánchez                             | PP                 | PP                                                               | Independiente              |
| Guatemala        | Gudy Rivera Estrada                                                          | PP                                                                    | PP                              | PP                               | Sacatepéquez                         | Rubén Rolando Pérez Bethancourt                                   | PP                 | PP                                                               | Independiente              |
| Guatemala        | Mirma Magnolia Figueroa Resen de Coro                                        | PP                                                                    | LIDER                           | LIDER                            | Sacatepéquez                         | Sergio Leonel Celis Navas                                         | UNE GANA           | LIDER                                                            | LIDER                      |
| Guatemala        | Gustavo Arnoldo Medrano Osorio                                               | PP                                                                    | PP                              | PP                               | San Marcos                           | Luis Alberto Contreras Colindres                                  | PP                 | PP                                                               | Independiente              |
| Guatemala        | Marvin Rocael Osorio Vásquez                                                 | PP                                                                    | PP                              | PP                               | San Marcos                           | Abraham Ermitanio Roblero Roblero                                 | PP                 | PP                                                               | PP                         |
| Guatemala        | Luis Adolfo Balcárcel Cuéllar                                                | UNE                                                                   | PP                              | Independiente                    | San Marcos                           | Marco Antonio Orozco Arriola                                      | PP                 | PP                                                               | Independiente              |
| Guatemala        | Orlando Joaquín Blanco Lapola                                                | UNE                                                                   | UNE                             | UNE                              | San Marcos                           | Rodolfo Moisés Castañón Fuentes                                   | UNE GANA           |                                                                  |                            |
| Guatemala        | Christian Jacques Bouossinot Nuila                                           | UNE                                                                   |                                 |                                  | San Marcos                           | Julio César Longo Maldonado                                       | UNE GANA           |                                                                  |                            |
| Guatemala        | Félix Ovidio Monzón Pedroza                                                  | UNE                                                                   | Francisco Ricardo Mérida Orozco |                                  |                                      |                                                                   | UNE GANA           |                                                                  |                            |
| Guatemala        | Juan Carlos Bautista Mejía                                                   | CREO                                                                  | CREO                            | CREO                             | San Marcos                           | Julia Marine Maldonado Echeverría                                 |                    |                                                                  |                            |
| Guatemala        | Óscar Stuardo Chinchilla Guzmán                                              | CREO                                                                  | CREO                            | CREO                             | San Marcos                           | Carlos Enrique Mejía Paz                                          |                    |                                                                  |                            |
| Guatemala        | José Alberto Gándara Torrebiarte                                             | CREO                                                                  | CREO                            | CREO                             | San Marcos                           | Juan Manuel Giordano Grajeda                                      | CREO               | LIDER                                                            | Independiente              |
| Guatemala        | Héctor Leonel Lira Montenegro                                                |                                                                       |                                 |                                  | Santa Rosa                           | Aracely Chavarría Cabrera de Recinos                              | PP                 | PP                                                               | PP                         |
| Guatemala        | Jorge Adolfo de Jesús García Silva                                           |                                                                       |                                 | Marco Aurelio Pineda Castellanos | Santa Rosa                           | Independiente                                                     | PP                 | PP                                                               |                            |
| Guatemala        | Carlos Humberto Herrera Quezada                                              |                                                                       | Independiente                   | Independiente                    | Santa Rosa                           | José Inés Castillo Méndez                                         | UNE GANA           | LIDER                                                            | LIDER                      |
| Guatemala        | Juan Carlos Rivera Estévez                                                   |                                                                       |                                 |                                  |                                      |                                                                   |                    |                                                                  |                            |
| Guatemala        | LIDER                                                                        | LIDER                                                                 | Independiente                   | Sololá                           | Manuel Marcelino García Chutá        | PP                                                                | PP                 | Independiente                                                    |                            |
| Guatemala        | Jorge Mario Barrios Falla                                                    | UNE                                                                   | LIDER                           | Sololá                           | Independiente                        | Francisco Tambriz y Tambriz                                       |                    | LIDER                                                            | LIDER                      |
| Guatemala        | Flavio José Yojcom García                                                    | UNE GANA                                                              |                                 |                                  |                                      |                                                                   |                    |                                                                  |                            |
| Escuintla        | Arístides Baldomero Crespo Villegas                                          | PP                                                                    | PP                              | Bloque Independiente             | Suchitepéquez                        | José David Echeverría Díaz                                        | UNE GANA           |                                                                  |                            |
| Escuintla        | Floridalma Leiva Hernández                                                   | PP                                                                    | PP                              | PP                               | Suchitepéquez                        | Augusto César Sandino Reyes Rosales Suple a Eduardo López Fuentes | UNE GANA           |                                                                  |                            |
| Escuintla        | Carlos Alberto Barreda Taracena                                              | UNE GANA                                                              | UNE                             | UNE                              | Suchitepéquez                        | Humberto Leonel Sosa Mendoza                                      | PP                 | PP                                                               | PP                         |
| Escuintla        | José Domingo Trejo de la Roca                                                | UNE GANA                                                              | UNE                             | UNE                              | Suchitepéquez                        | Gloria María Sánchez Abascal                                      | PP                 | PP                                                               | PP                         |
| Escuintla        | Cesar Arnulfo Duarte Soto                                                    | LIDER                                                                 | Independiente                   | Independiente                    | Suchitepéquez                        | Roberto Ricardo Villate Villatoro                                 | LIDER              | LIDER                                                            | LIDER                      |
| Escuintla        | Hernán Morán Mejía                                                           |                                                                       | LIDER                           | LIDER                            | Totonicapán                          | Edgar Leonel Arévalo Barrios                                      | PP                 | PP                                                               | Bloque Independiente       |
| Huehuetenango    | Mirza Judith Arreaga Meza de Cardona                                         | UNE                                                                   |                                 |                                  | Totonicapán                          | Oswaldo Iván Arévalo Barrios                                      | PP                 | PP                                                               | Bloque Independiente       |
| Huehuetenango    | Luis Adolfo Chávez Pérez                                                     | UNE                                                                   |                                 |                                  | Totonicapán                          | Juan Armando Chun Chanchavac                                      | UNE GANA           | LIDER                                                            | LIDER                      |
| Huehuetenango    | Mauro Guzmán Mérida                                                          | UNE                                                                   | UNE                             | UNE                              | Totonicapán                          | Eugenio Moisés González Alvarado                                  | CREO               |                                                                  |                            |
| Huehuetenango    | Julio César López Villatoro                                                  | UNE                                                                   | UNE                             | UNE                              | Zacapa                               | Gustavo Adolfo Echeverría Mayorga                                 | PP                 | PP                                                               | Independiente              |
| Huehuetenango    | Graciela Emilennee Aquino Mazariegos                                         | PP                                                                    | PP                              | Independiente                    | Zacapa                               | Laura Alicia Franco Aguirre                                       |                    | LIDER                                                            | LIDER                      |
| Huehuetenango    | Gregorio Luciano Nolasco Marcelino                                           | PP                                                                    | PP                              | Independiente                    |                                      |                                                                   |                    |                                                                  |                            |
| Huehuetenango    | Sofía Jeanetth Hernández Herrera                                             | PP                                                                    | LIDER                           | LIDER                            |                                      |                                                                   |                    |                                                                  |                            |
| Huehuetenango    | Walter Félix Suple a Alejandro López Soto                                    |                                                                       |                                 |                                  |                                      |                                                                   |                    |                                                                  |                            |
| Huehuetenango    | Edwin Armando Martínez Herrera                                               |                                                                       | Independiente                   | Podemos                          |                                      |                                                                   |                    |                                                                  |                            |
| Huehuetenango    | Joel Rubén Martínez Herrera                                                  |                                                                       | LIDER                           | LIDER                            |                                      |                                                                   |                    |                                                                  |                            |

### Diputados por listado nacional
| Diputado                       | Partido postulante | Partido en abril de 2015 | Partido en octubre de 2015 | Diputado                                                      | Partido postulante | Partido en abril de 2015 | Partido en octubre de 2015 |     |
| ------------------------------ | ------------------ | ------------------------ | --- | ------------------------------------------------------------- | ------------------ | ------------------------ | -------------------------- | --- |
| Aleksander Castillo            | PP                 | PP                       | PP | Mario Taracena Díaz-Sol                                       | UNE GANA           | UNE                      | UNE                        | UNE |
| Édgar Romeo Cristiani Calderón | PP                 | PP                       | PP | Mario Alejandro Estrada Ruano                                 |                    |                          |                            |     |
| Oliverio García Rodas          | PP                 | PP                       | PP | Luis Rabbé                                                    |                    | Independiente            | Independiente              |     |
| Valentín Gramajo               | PP                 | PP                       | PP | Mario Rolando Torres                                          |                    |                          |                            |     |
| Pedro Muadi Menéndez           | PP                 | CREO                     | Sustituido por Daniela Beltranena Campbell tras renunciar y ser enviado a prisión. A su vez, Beltranena Campbell renunció tras 24 horas de estar en el legislativo. | Edgar Ajcip Tepeu                                             | LIDER              | Independiente            | Independiente              |     |
| Juan José Porras Castillo      | PP                 | Independiente            | | Salvador Francisco Baldizón Méndez                            | LIDER              | LIDER                    | LIDER                      |     |
| Haroldo Éric Quej Chen         | PP                 | PP                       | PP | Fidel Reyes Lee                                               | LIDER              | UNE                      | UNE                        |     |
| Ricardo Saravia Torrebiarte    | PP                 | CREO                     | CREO | Carlos Rafael Fión Morales                                    | CREO               | CREO                     | CREO                       |     |
| Emmanuel Seidner Aguado        | PP                 | CREO                     | Independiente | Miriam Lissette Pineda Chinchilla Suple a Jorge de León Duque | CREO               | LIDER                    | Independiente              |     |
| Roberto Alejos                 | UNE GANA           |                          | | Nery Mamfredo Rodas Méndez                                    | CREO               | LIDER                    | Independiente              |     |
| Felipe Alejos Lorenzana        | UNE GANA           | Pedro Gálvez Hernández   | |                                                               |                    |                          |                            |     |
| Delia Back Alvarado            | UNE GANA           | LIDER                    | LIDER | Nineth Montenegro                                             |                    |                          |                            |     |
| Manuel de Jesús Barquín        | UNE GANA           | LIDER                    | LIDER | Amilcar Pop Ac                                                |                    |                          |                            |     |
| César Emilio Fajardo           | UNE GANA           |                          | | Hugo Morán Tobar                                              |                    | CREO                     | CREO                       |     |
| Jairo Joaquín Flores Divas     | UNE GANA           |                          | | Luis Fernando Pérez Martínez                                  |                    |                          |                            |     |
| Virna Ileana López Chacón      | UNE GANA           | LIDER                    | LIDER |                                                               |                    |                          |                            |     |

### Jefes de bancada
- - Juan José Porras
- Libertad Democrática Renovada
  - Roberto Villate
- Partido Todos
  - Jorge Mario Barios Falla
- Compromiso, Renovación y Orden
  - Carlos Fión
- Gran Alianza Nacional
  - Jaime Martínez Lohayza

Unidad Nacional de la Esperanza
- Mario Taracema
  - Orlando Blanco

Encuentro por Guatemala
- - Nineth Montenegro

Partido Republicano Institucional
- - Luis Fernando Pérez Martínez
- Partido Unionista (Guatemala)
  - Augusto César Sandino Reyes
- Unión del Cambio Nacional:
  - Edwin Armando Martínez Herrera
- Partido de Avanzada Nacional:
  - Hugo Morán Tobar
- URNG-MAIZ:
  - Carlos Enrique Mejía Paz
- Victoria:
  - Juan Carlos Rivera
- Visión con Valores:
  - Manuel Villacorta
- Winaq:
  - Amílcar Pop